# Liste der Orte im Landkreis Berchtesgadener Land
Die Liste der Orte im Landkreis Berchtesgadener Land listet die 523 amtlich benannten Gemeindeteile (Hauptorte, Kirchdörfer, Pfarrdörfer, Dörfer, Weiler und Einöden) im Landkreis Berchtesgadener Land auf.

## Systematische Liste
Alphabet der Städte und Gemeinden mit den zugehörigen Orten.
- Ainring mit 56 Gemeindeteilen:
  - Pfarrdörfer Ainring und Thundorf
  - Kirchdörfer Feldkirchen, Perach, Straß und Ulrichshögl
  - Dörfer Adelstetten, Au, Bach, Bicheln, Bruch, Gessenhart, Hammerau, Hausmoning, Heidenpoint, Thundorfer Mühle, Wenig, Wiesbach und Winkeln
  - Siedlungen Mitterfelden und Mühlreit
  - Weiler An der Straß, Berg, Buchreit, Doppeln, Ed, Gehring, Hagenau, Hinterau, Langacker, Niederstraß, Ottmaning, Rabling, Rauchenbücheln, Reit, Schiffmoning, Schmiding und Sur
  - Einöden Abfalter, Altmutter, Eschlberg, Fürberg, Gepping, Hasholzen, Hofer, Höglau, Hort, Kohlstatt, Moos, Mühlstatt, Mürack, Oberholzen, Öd, Pirach, Rain und Simonhäusl

- Anger mit 22 Gemeindeteilen:
  - Pfarrdörfer Anger und Aufham
  - Kirchdörfer Höglwörth, Steinhögl und Vachenlueg
  - Dörfer Hadermarkt, Hainham, Högl, Holzhausen, Irlberg, Jechling, Moosbacherau, Prasting, Reitberg, Stockham, Stoißberg, Thal, Wolfertsau und Zellberg
  - Weiler Lebloh, Pfingstl und Unterberg

- Stadt Bad Reichenhall mit 11 Gemeindeteilen:
  - Hauptort Bad Reichenhall
  - Stadtteil Sankt Zeno
  - Pfarrdorf  Marzoll
  - Kirchdorf Nonn
  - Dörfer Karlstein,  Kirchberg, Schwarzbach, Thumsee, Türk und Weißbach
  - Sonstiger Ort Auf dem Predigtstuhl

- Bayerisch Gmain mit dem gleichnamigen Pfarrdorf

- Markt Berchtesgaden mit 14 Gemeindeteilen:
  - Hauptort Berchtesgaden
  - Siedlung Am Etzerschlößl
  - Gnotschaften Anzenbach, Hintergern, Metzenleiten, Mitterbach, Oberau, Obergern, Obersalzberg, Resten, Unterau, Untersalzberg I, Untersalzberg II und Vordergern

- Bischofswiesen mit 6 Gemeindeteilen:
  - Gnotschaften Bischofswiesen, Engedey, Loipl, Stanggaß, Strub und Winkl

- Stadt Freilassing mit 18 Gemeindeteilen:
  - Hauptort Freilassing
  - Kirchdorf Salzburghofen
  - Dörfer Hofham, Saalbrück, Sailen und Untereichet
  - Weiler Brodhausen, Eham, Hagen, Klebing, Lohen, Obereichet, Schaiding und Stetten
  - Einöden Aumühle, Hub, Oedhof und Wassermauth

- Stadt Laufen mit 74 Gemeindeteilen:
  - Hauptort Laufen
  - Vorstädte Abrain und Obslaufen
  - Pfarrdorf Leobendorf
  - Kirchdorf Niederheining
  - Dörfer Arbisbichl, Burgfeld, Daring, Dorfen, Froschham, Gastag, Haiden, Kulbing, Mayerhofen, Moosham, Niedervillern, Oberheining und Triebenbach
  - Weiler Abtsee, Biburg, Bubenberg, Ehemoosen, Emmering, Esing, Fisching, Haarmoos, Harpfetsham, Höffen, Hötzling, Hungerberg, Kafling, Kletzling, Lepperding, Letten, Oberhaslach, Obervillern, Pfaffing, Röderberg, Steinbach, Stögen, Straß, Thannberg, Thannhausen und Wiedmannsfelden
  - Anstalt Lebenau-Forstgarten
  - Einöden Arzenpoint, Au, Au b.Stögen, Baumgartenöd, Berg, Birnau, Daxmühle, Erlach, Friedelreut, Geisbach, Hagmühl, Hasenhaus, Heiningermühle, Knall, Neuarbisbichl, Oed i.Moos, Osing, Rudholzen, Schnapping, Schrankbaum, Seebad, Seethal, Steinbachl, Stockham, Streitwies, Sturz, Unterhaslach und Wiedmais
  - Sonstiger Ort Abfalter

- Markt Marktschellenberg mit 10 Gemeindeteilen:
  - Hauptort Marktschellenberg
  - Gnotschaften Ettenberg (Hinter- u. Vorderett.), Götschen, Mehlweg, Neusieden, Oberstein, Schaden, Schneefelden und Unterstein
  - Sonstiger Ort Scheffau

- Piding mit 7 Gemeindeteilen:
  - Pfarrdorf Piding
  - Kirchdorf Mauthausen
  - Dörfer Kleinhögl, Pidingerau, Staufenbrücke und Urwies
  - Weiler Bichlbruck

- Ramsau bei Berchtesgaden mit 5 Gemeindeteilen:
  - Dorf Hintersee
  - Gnotschaften Antenbichl, Au, Schwarzeck und Taubensee

- Saaldorf-Surheim mit 55 Gemeindeteilen:
  - Pfarrdörfer Saaldorf und Surheim
  - Kirchdörfer Abtsdorf, Haberland, Moosen, Sillersdorf und Steinbrünning
  - Siedlung Am Bahnhof
  - Dörfer Berchtolding, Breitenloh, Gausburg, Gerspoint, Großgerstetten, Hausen, Kleingerstetten, Leustetten, Loh, Neu-Haberland, Neusillersdorf, Obersurheim, Schign, Seethal und Stützing
  - Weiler Aich, Au, Berg, Brünnthal, Haarmoos, Holzhausen, Kemating, Kling, Maulfurth, Muckham, Neukling, Ragging, Reit und Wiederlohen
  - Einöden Döderholzen, Geigl, Haasmühl, Himmelreich, Isselau, Langwied, Mooswastl, Oberholzen, Öd, Pendelhagen, Pirach, Schmidbauer, Schrankbaum, Seebichl, Spitz, Spitzer, Stockach und Wimpasing

- Schneizlreuth mit 11 Gemeindeteilen:
  - Kirchdörfer Schneizlreuth und Weißbach an der Alpenstraße
  - Dörfer Fronau, Jochberg, Melleck, Ristfeucht, Ulrichsholz und Unterjettenberg
  - Weiler Baumgarten, Kibling und Oberjettenberg

- Schönau a.Königssee mit 7 Gemeindeteilen:
  - Gnotschaften Faselsberg, Hinterschönau, Königssee, Oberschönau, Schwöb und Unterschönau
  - Einöde Sankt Bartholomä

- Markt Teisendorf mit 226 Gemeindeteilen:
  - Hauptort Teisendorf
  - Pfarrdörfer Neukirchen a.Teisenberg, Oberteisendorf und Weildorf
  - Kirchdörfer Holzhausen b.Teisendorf, Mehring und Wimmern
  - Dörfer Achthal, Allerberg, Eichham, Freidling, Großrückstetten, Gumperting, Hausmoning, Hörafing, Kothbrünning, Lacken, Obermoos, Oberstetten, Oed, Offenwang, Patting, Punschern, Roßdorf, Rückstetten, Schödling, Stegreuth, Stötten und Ufering
  - Weiler Amersberg, Arnolding, Au, Babing, Bach, Dechantshof, Egelham, Endorf, Englham, Erlach, Gabenstadt, Geislehen, Grafenberg, Gröben, Grübel, Grubenhaus, Gschwend, Heigelsberg, Helming, Hinterschnaitt, Hochmoos, Hofholz, Hub, Hunkling, Iglgeis, Kendl, Kirchsteg, Klötzel, Kolberstatt, Krainwinkl, Kressenberg, Langhögl, Loch, Mittereck, Moosham, Moosleiten, Mühlleiten, Mühlpoint, Neulend, Oberndorf, Oberreit, Oberreut, Oberstraß, Pank, Pom, Ried, Roidham, Roll, Sankt Georgen, Schlossried, Schnaitt, Schnelling, Seeleiten, Seiberstadt, Solling, Spittenreut, Spöck, Sprung, Stetten, Stidlhäusl, Strußberg, Surmühl, Teisenberg, Thal, Thalhausen, Thumberg, Unterstetten, Vorderkapell, Wagneröd, Wannersdorf, Warisloh, Weitwies, Windbichl, Wolfhausen, Wonnau und Wörlach
  - Einöden Adligstadt, Almeding, Aschau, Atzlbach, Beilehen, Berg, Braunsreut, Breitenloh, Brunnmeister, Bücheln, Burgstall, Buschachen, Dandlhäusl, Doppel, Doppeln, Ed, Eder, Espannhausen, Feldel, Fuchssteig, Gastag, Geischberg, Gemachmühle, Gierstling, Goppling, Graben, Grabenhäusl, Grub, Guggenberg, Haag, Hainbuch, Hammer, Haslach, Helmbichl, Herrnlehen, Hintereck, Hinterleiten, Hinterloh, Hochhorn, Hochöd, Hochpoint, Hof, Hörbering, Hubmühle, Irlach, Kaltenbach, Kendler, Kirchbichl, Kleinrückstetten, Kletzl, Knapper, Knogl, Kühberg, Kumpfmühle, Laming, Leiten, Leitenbach, Linden, Lohen, Lohstampf, Lohwiesen, Luß, Malzleiten, Marxöd, Mauerreuten, Mitterleiten, Mitterstatt, Moosen, Mühlfelden, Mühlreut, Mühwalten, Niederreit, Obau, Oberachthal, Oberhub, Oberlehen, Oberreuten, Oberstarz, Oberwiesen, Öd, Osterloh, Paradies, Point, Querchtsfelden, Rainer, Ramstetten, Reisach, Reit a.Berg, Reut, Reuter, Sagmeister, Schlacht, Schleifmühl, Schlinzger, Schmidleiten, Schnaidt, Schütz, Schwammgraben, Schwarzenberg, Stadl, Starz, Stockach, Stölln, Surbergbichl, Thannbichl, Trischlmauer, Unterholzen, Vordereck, Vorderleiten, Vorderloh, Wald, Wank, Weiher, Weiherhäusl, Weitmoos, Wernersbichl, Wetzelsberg, Wieshäusl, Wildberg, Wimm und Wolfgrub

## Alphabetische Liste
In Fettschrift erscheinen die Orte, die namengebend für die Gemeinde sind.

### A
- Abfalter zu Ainring
- Abfalter zu Laufen
- Abrain zu Laufen
- Abtsdorf zu Saaldorf-Surheim
- Abtsee zu Laufen
- Achthal zu Teisendorf
- Adelstetten zu Ainring
- Adligstadt zu Teisendorf
- Aich zu Saaldorf-Surheim
- Ainring
- Allerberg zu Teisendorf
- Almeding zu Teisendorf
- Altmutter zu Ainring
- Am Bahnhof zu Saaldorf-Surheim
- Am Etzerschlößl zu Berchtesgaden
- Amersberg zu Teisendorf
- An der Straß zu Ainring
- Anger
- Antenbichl zu Ramsau bei Berchtesgaden
- Anzenbach zu Berchtesgaden
- Arbisbichl zu Laufen
- Arnolding zu Teisendorf
- Arzenpoint zu Laufen
- Aschau zu Teisendorf
- Atzlbach zu Teisendorf
- Au zu Ainring
- Au zu Laufen
- Au zu Ramsau bei Berchtesgaden
- Au zu Saaldorf-Surheim
- Au zu Teisendorf
- Au bei Stögen zu Laufen
- Auf dem Predigtstuhl zu Bad Reichenhall
- Aufham zu Anger
- Aumühle zu Freilassing

↑ Zurück zum Inhaltsverzeichnis

### B
- Babing zu Teisendorf
- Bach zu Ainring
- Bach zu Teisendorf
- Bad Reichenhall
- Baumgarten zu Schneizlreuth
- Baumgartenöd zu Laufen
- Bayerisch Gmain
- Beilehen zu Teisendorf
- Berchtesgaden
- Berchtolding zu Saaldorf-Surheim
- Berg zu Ainring
- Berg zu Laufen
- Berg zu Saaldorf-Surheim
- Berg zu Teisendorf
- Biburg zu Laufen
- Bicheln zu Ainring
- Bichlbruck zu Piding
- Birnau zu Laufen
- Bischofswiesen
- Braunsreut zu Teisendorf
- Breitenloh zu Saaldorf-Surheim
- Breitenloh zu Teisendorf
- Brodhausen zu Freilassing
- Bruch zu Ainring
- Brunnmeister zu Teisendorf
- Brünnthal zu Saaldorf-Surheim
- Bubenberg zu Laufen
- Bücheln zu Teisendorf
- Buchreit zu Ainring
- Burgfeld zu Laufen
- Burgstall zu Teisendorf
- Buschachen zu Teisendorf

↑ Zurück zum Inhaltsverzeichnis

### D
- Dandlhäusl zu Teisendorf
- Daring zu Laufen
- Daxmühle zu Laufen
- Dechantshof zu Teisendorf
- Döderholzen zu Saaldorf-Surheim
- Doppel zu Teisendorf
- Doppeln zu Ainring
- Doppeln zu Teisendorf
- Dorfen zu Laufen

↑ Zurück zum Inhaltsverzeichnis

### E
- Ed zu Ainring
- Ed zu Teisendorf
- Eder zu Teisendorf
- Egelham zu Teisendorf
- Eham zu Freilassing
- Ehemoosen zu Laufen
- Eichham zu Teisendorf
- Emmering zu Laufen
- Endorf zu Teisendorf
- Engedey zu Bischofswiesen
- Englham zu Teisendorf
- Erlach zu Laufen
- Erlach zu Teisendorf
- Eschlberg zu Ainring
- Esing zu Laufen
- Espannhausen zu Teisendorf
- Ettenberg zu Marktschellenberg

↑ Zurück zum Inhaltsverzeichnis

### F
- Faselsberg zu Schönau am Königssee
- Feldel zu Teisendorf
- Feldkirchen zu Ainring
- Fisching zu Laufen
- Freidling zu Teisendorf
- Freilassing
- Friedelreut zu Laufen
- Fronau zu Schneizlreuth
- Froschham zu Laufen
- Fuchssteig zu Teisendorf
- Fürberg zu Ainring

↑ Zurück zum Inhaltsverzeichnis

### G
- Gabenstadt zu Teisendorf
- Gastag zu Laufen
- Gastag zu Teisendorf
- Gausburg zu Saaldorf-Surheim
- Gehring zu Ainring
- Geigl zu Saaldorf-Surheim
- Geisbach zu Laufen
- Geischberg zu Teisendorf
- Geislehen zu Teisendorf
- Gemachmühle zu Teisendorf
- Gepping zu Ainring
- Gerspoint zu Saaldorf-Surheim
- Gessenhart zu Ainring
- Gierstling zu Teisendorf
- Goppling zu Teisendorf
- Götschen zu Marktschellenberg
- Graben zu Teisendorf
- Grabenhäusl zu Teisendorf
- Grafenberg zu Teisendorf
- Gröben zu Teisendorf
- Großgerstetten zu Saaldorf-Surheim
- Großrückstetten zu Teisendorf
- Grub zu Teisendorf
- Grübel zu Teisendorf
- Grubenhaus zu Teisendorf
- Gschwend zu Teisendorf
- Guggenberg zu Teisendorf
- Gumperting zu Teisendorf

↑ Zurück zum Inhaltsverzeichnis

### H
- Haag zu Teisendorf
- Haarmoos zu Laufen
- Haarmoos zu Saaldorf-Surheim
- Haasmühl zu Saaldorf-Surheim
- Haberland zu Saaldorf-Surheim
- Hadermarkt zu Anger
- Hagen zu Freilassing
- Hagenau zu Ainring
- Hagmühl zu Laufen
- Haiden zu Laufen
- Hainbuch zu Teisendorf
- Hainham zu Anger
- Hammer zu Teisendorf
- Hammerau zu Ainring
- Harpfetsham zu Laufen
- Hasenhaus zu Laufen
- Hasholzen zu Ainring
- Haslach zu Teisendorf
- Hausen zu Saaldorf-Surheim
- Hausmoning zu Ainring
- Hausmoning zu Teisendorf
- Heidenpoint zu Ainring
- Heigelsberg zu Teisendorf
- Heiningermühle zu Laufen
- Helmbichl zu Teisendorf
- Helming zu Teisendorf
- Herrnlehen zu Teisendorf
- Himmelreich zu Saaldorf-Surheim
- Hinterau zu Ainring
- Hintereck zu Teisendorf
- Hintergern zu Berchtesgaden
- Hinterleiten zu Teisendorf
- Hinterloh zu Teisendorf
- Hinterschnaitt zu Teisendorf
- Hinterschönau zu Schönau a.Königssee
- Hintersee zu Ramsau bei Berchtesgaden
- Hochhorn zu Teisendorf
- Hochmoos zu Teisendorf
- Hochöd zu Teisendorf
- Hochpoint zu Teisendorf
- Hof zu Teisendorf
- Höfen zu Laufen
- Hofer zu Ainring
- Hofham zu Freilassing
- Hofholz zu Teisendorf
- Högl zu Anger
- Höglau zu Ainring
- Höglwörth zu Anger
- Holzhausen zu Anger
- Holzhausen zu Saaldorf-Surheim
- Holzhausen bei Teisendorf zu Teisendorf
- Hörafing zu Teisendorf
- Hörbering zu Teisendorf
- Hort zu Ainring
- Hötzling zu Laufen
- Hub zu Freilassing
- Hub zu Teisendorf
- Hubmühle zu Teisendorf
- Hungerberg zu Laufen
- Hunkling zu Teisendorf

↑ Zurück zum Inhaltsverzeichnis

### I
- Iglgeis zu Teisendorf
- Irlach zu Teisendorf
- Irlberg zu Anger
- Isselau zu Saaldorf-Surheim

↑ Zurück zum Inhaltsverzeichnis

### J
- Jechling zu Anger
- Jochberg zu Schneizlreuth

↑ Zurück zum Inhaltsverzeichnis

### K
- Kafling zu Laufen
- Kaltenbach zu Teisendorf
- Karlstein zu Bad Reichenhall
- Kemating zu Saaldorf-Surheim
- Kendl zu Teisendorf
- Kendler zu Teisendorf
- Kibling zu Schneizlreuth
- Kirchberg zu Bad Reichenhall
- Kirchbichl zu Teisendorf
- Kirchsteg zu Teisendorf
- Klebing zu Freilassing
- Kleingerstetten zu Saaldorf-Surheim
- Kleinhögl zu Piding
- Kleinrückstetten zu Teisendorf
- Kletzl zu Teisendorf
- Kletzling zu Laufen
- Kling zu Saaldorf-Surheim
- Klötzel zu Teisendorf
- Knall zu Laufen
- Knapper zu Teisendorf
- Knogl zu Teisendorf
- Kohlstatt zu Ainring
- Kolberstatt zu Teisendorf
- Königssee zu Schönau am Königssee
- Kothbrünning zu Teisendorf
- Krainwinkl zu Teisendorf
- Kressenberg zu Teisendorf
- Kühberg zu Teisendorf
- Kulbing zu Laufen
- Kumpfmühle zu Teisendorf

↑ Zurück zum Inhaltsverzeichnis

### L
- Lacken zu Teisendorf
- Laming zu Teisendorf
- Langacker zu Ainring
- Langhögl zu Teisendorf
- Langwied zu Saaldorf-Surheim
- Laufen
- Lebenau-Forstgarten zu Laufen
- Lebloh zu Anger
- Leiten zu Teisendorf
- Leitenbach zu Teisendorf
- Leobendorf zu Laufen
- Lepperding zu Laufen
- Letten zu Laufen
- Leustetten zu Saaldorf-Surheim
- Linden zu Teisendorf
- Loch zu Teisendorf
- Loh zu Saaldorf-Surheim
- Lohen zu Freilassing
- Lohen zu Teisendorf
- Lohstampf zu Teisendorf
- Lohwiesen zu Teisendorf
- Loipl zu Bischofswiesen
- Luß zu Teisendorf

↑ Zurück zum Inhaltsverzeichnis

### M
- Malzleiten zu Teisendorf
- Marktschellenberg
- Marxöd zu Teisendorf
- Marzoll zu Bad Reichenhall
- Mauerreuten zu Teisendorf
- Maulfurth zu Saaldorf-Surheim
- Mauthausen zu Piding
- Mayerhofen zu Laufen
- Mehlweg zu Marktschellenberg
- Mehring zu Teisendorf
- Melleck zu Schneizlreuth
- Metzenleiten zu Berchtesgaden
- Mitterbach zu Berchtesgaden
- Mittereck zu Teisendorf
- Mitterfelden zu Ainring
- Mitterleiten zu Teisendorf
- Mitterstatt zu Teisendorf
- Moos zu Ainring
- Moosbacherau zu Anger
- Moosen zu Saaldorf-Surheim
- Moosen zu Teisendorf
- Moosham zu Laufen
- Moosham zu Teisendorf
- Moosleiten zu Teisendorf
- Mooswastl zu Saaldorf-Surheim
- Muckham zu Saaldorf-Surheim
- Mühlfelden zu Teisendorf
- Mühlleiten zu Teisendorf
- Mühlpoint zu Teisendorf
- Mühlreit zu Ainring
- Mühlreut zu Teisendorf
- Mühlstatt zu Ainring
- Mühwalten zu Teisendorf
- Mürack zu Ainring

↑ Zurück zum Inhaltsverzeichnis

### N
- Neuarbisbichl zu Laufen
- Neu-Haberland zu Saaldorf-Surheim
- Neukirchen am Teisenberg zu Teisendorf
- Neukling zu Saaldorf-Surheim
- Neulend zu Teisendorf
- Neusieden zu Marktschellenberg
- Neusillersdorf zu Saaldorf-Surheim
- Niederheining zu Laufen
- Niederreit zu Teisendorf
- Niederstraß zu Ainring
- Niedervillern zu Laufen
- Nonn zu Bad Reichenhall

↑ Zurück zum Inhaltsverzeichnis

### O
- Obau zu Teisendorf
- Oberachthal zu Teisendorf
- Oberau zu Berchtesgaden
- Obereichet zu Freilassing
- Obergern zu Berchtesgaden
- Oberhaslach zu Laufen
- Oberheining zu Laufen
- Oberholzen zu Ainring
- Oberholzen zu Saaldorf-Surheim
- Oberhub zu Teisendorf
- Oberjettenberg zu Schneizlreuth
- Oberlehen zu Teisendorf
- Obermoos zu Teisendorf
- Oberndorf zu Teisendorf
- Oberreit zu Teisendorf
- Oberreut zu Teisendorf
- Oberreuten zu Teisendorf
- Obersalzberg zu Berchtesgaden
- Oberschönau zu Schönau a.Königssee
- Oberstarz zu Teisendorf
- Oberstein zu Marktschellenberg
- Oberstetten zu Teisendorf
- Oberstraß zu Teisendorf
- Obersurheim zu Saaldorf-Surheim
- Oberteisendorf zu Teisendorf
- Obervillern zu Laufen
- Oberwiesen zu Teisendorf
- Obslaufen zu Laufen
- Öd zu Ainring
- Öd zu Saaldorf-Surheim
- Öd zu Teisendorf
- Oed zu Teisendorf
- Oed im Moos zu Laufen
- Oedhof zu Freilassing
- Offenwang zu Teisendorf
- Osing zu Laufen
- Osterloh zu Teisendorf
- Ottmaning zu Ainring

↑ Zurück zum Inhaltsverzeichnis

### P
- Pank zu Teisendorf
- Paradies zu Teisendorf
- Patting zu Teisendorf
- Pendelhagen zu Saaldorf-Surheim
- Perach zu Ainring
- Pfaffing zu Laufen
- Pfingstl zu Anger
- Piding
- Pidingerau zu Piding
- Pirach zu Ainring
- Pirach zu Saaldorf-Surheim
- Point zu Teisendorf
- Pom zu Teisendorf
- Prasting zu Anger
- Punschern zu Teisendorf

↑ Zurück zum Inhaltsverzeichnis

### Q
- Querchtsfelden zu Teisendorf

↑ Zurück zum Inhaltsverzeichnis

### R
- Rabling zu Ainring
- Ragging zu Saaldorf-Surheim
- Rain zu Ainring
- Rainer zu Teisendorf
- Ramstetten zu Teisendorf
- Rauchenbücheln zu Ainring
- Reisach zu Teisendorf
- Reit zu Ainring
- Reit zu Saaldorf-Surheim
- Reit am Berg zu Teisendorf
- Reitberg zu Anger
- Resten zu Berchtesgaden
- Reut zu Teisendorf
- Reuter zu Teisendorf
- Ried zu Teisendorf
- Ristfeucht zu Schneizlreuth
- Röderberg zu Laufen
- Roidham zu Teisendorf
- Roll zu Teisendorf
- Roßdorf zu Teisendorf
- Rückstetten zu Teisendorf
- Rudholzen zu Laufen

↑ Zurück zum Inhaltsverzeichnis

### S
- Saalbrück zu Freilassing
- Saaldorf zu Saaldorf-Surheim
- Sagmeister zu Teisendorf
- Sailen zu Freilassing
- Salzburghofen zu Freilassing
- Sankt Bartholomä zu Schönau am Königssee
- Sankt Georgen zu Teisendorf
- Sankt Zeno zu Bad Reichenhall
- Schaden zu Marktschellenberg
- Schaiding zu Freilassing
- Scheffau zu Marktschellenberg
- Schiffmoning zu Ainring
- Schign zu Saaldorf-Surheim
- Schlacht zu Teisendorf
- Schleifmühl zu Teisendorf
- Schlinzger zu Teisendorf
- Schloßried zu Teisendorf
- Schmidbauer zu Saaldorf-Surheim
- Schmiding zu Ainring
- Schmidleiten zu Teisendorf
- Schnaidt zu Teisendorf
- Schnaitt zu Teisendorf
- Schnapping zu Laufen
- Schneefelden zu Marktschellenberg
- Schneizlreuth
- Schnelling zu Teisendorf
- Schödling zu Teisendorf
- Schrankbaum zu Laufen
- Schrankbaum zu Saaldorf-Surheim
- Schütz zu Teisendorf
- Schwammgraben zu Teisendorf
- Schwarzbach zu Bad Reichenhall
- Schwarzeck zu Ramsau b.Berchtesgaden
- Schwarzenberg zu Teisendorf
- Schwöb zu Schönau am Königssee
- Seebad zu Laufen
- Seebichl zu Saaldorf-Surheim
- Seeleiten zu Teisendorf
- Seethal zu Laufen
- Seethal zu Saaldorf-Surheim
- Seiberstadt zu Teisendorf
- Sillersdorf zu Saaldorf-Surheim
- Simonhäusl zu Ainring
- Solling zu Teisendorf
- Spittenreut zu Teisendorf
- Spitz zu Saaldorf-Surheim
- Spitzer zu Saaldorf-Surheim
- Spöck zu Teisendorf
- Sprung zu Teisendorf
- Stadl zu Teisendorf
- Stanggaß zu Bischofswiesen
- Starz zu Teisendorf
- Staufenbrücke zu Piding
- Stegreuth zu Teisendorf
- Steinbach zu Laufen
- Steinbachl zu Laufen
- Steinbrünning zu Saaldorf-Surheim
- Steinhögl zu Anger
- Stetten zu Freilassing
- Stetten zu Teisendorf
- Stidlhäusl zu Teisendorf
- Stockach zu Saaldorf-Surheim
- Stockach zu Teisendorf
- Stockham zu Anger
- Stockham zu Laufen
- Stögen zu Laufen
- Stoißberg zu Anger
- Stölln zu Teisendorf
- Stötten zu Teisendorf
- Straß zu Ainring
- Straß zu Laufen
- Streitwies zu Laufen
- Strub zu Bischofswiesen
- Strußberg zu Teisendorf
- Sturz zu Laufen
- Stützing zu Saaldorf-Surheim
- Sur zu Ainring
- Surbergbichl zu Teisendorf
- Surheim zu Saaldorf-Surheim
- Surmühl zu Teisendorf

↑ Zurück zum Inhaltsverzeichnis

### T
- Taubensee zu Ramsau bei Berchtesgaden
- Teisenberg zu Teisendorf
- Teisendorf
- Thal zu Anger
- Thal zu Teisendorf
- Thalhausen zu Teisendorf
- Thannberg zu Laufen
- Thannbichl zu Teisendorf
- Thannhausen zu Laufen
- Thumberg zu Teisendorf
- Thumsee zu Bad Reichenhall
- Thundorf zu Ainring
- Thundorfer Mühle zu Ainring
- Triebenbach zu Laufen
- Trischlmauer zu Teisendorf
- Türk zu Bad Reichenhall

↑ Zurück zum Inhaltsverzeichnis

### U
- Ufering zu Teisendorf
- Ulrichshögl zu Ainring
- Ulrichsholz zu Schneizlreuth
- Unterau zu Berchtesgaden
- Unterberg zu Anger
- Untereichet zu Freilassing
- Unterhaslach zu Laufen
- Unterholzen zu Teisendorf
- Unterjettenberg zu Schneizlreuth
- Untersalzberg I zu Berchtesgaden
- Untersalzberg II zu Berchtesgaden
- Unterschönau zu Schönau am Königssee
- Unterstein zu Marktschellenberg
- Unterstetten zu Teisendorf
- Urwies zu Piding

↑ Zurück zum Inhaltsverzeichnis

### V
- Vachenlueg zu Anger
- Vordereck zu Teisendorf
- Vordergern zu Berchtesgaden
- Vorderkapell zu Teisendorf
- Vorderleiten zu Teisendorf
- Vorderloh zu Teisendorf

↑ Zurück zum Inhaltsverzeichnis

### W
- Wagneröd zu Teisendorf
- Wald zu Teisendorf
- Wank zu Teisendorf
- Wannersdorf zu Teisendorf
- Warisloh zu Teisendorf
- Wassermauth zu Freilassing
- Weiher zu Teisendorf
- Weiherhäusl zu Teisendorf
- Weildorf zu Teisendorf
- Weißbach zu Bad Reichenhall
- Weißbach an der Alpenstraße zu Schneizlreuth
- Weitmoos zu Teisendorf
- Weitwies zu Teisendorf
- Weng zu Ainring
- Wernersbichl zu Teisendorf
- Wetzelsberg zu Teisendorf
- Wiederlohen zu Saaldorf-Surheim
- Wiedmais zu Laufen
- Wiedmannsfelden zu Laufen
- Wiesbach zu Ainring
- Wieshäusl zu Teisendorf
- Wildberg zu Teisendorf
- Wimm zu Teisendorf
- Wimmern zu Teisendorf
- Wimpasing zu Saaldorf-Surheim
- Windbichl zu Teisendorf
- Winkeln zu Ainring
- Winkl zu Bischofswiesen
- Wolfertsau zu Anger
- Wolfgrub zu Teisendorf
- Wolfhausen zu Teisendorf
- Wonnau zu Teisendorf
- Wörlach zu Teisendorf

↑ Zurück zum Inhaltsverzeichnis

### Z
- Zellberg zu Anger

↑ Zurück zum Inhaltsverzeichnis